# Liste des évêques de Kpalimé
Cet article dresse la liste des évêques du Diocèse de Kpalimé (Dioecesis Kpalimensis).
L'évêché togolais de Kpalimé est créé le 1er juillet 1994, par détachement de l'archevêché de Lomé.

## Sont évêques
- 1er juillet 1994 - 25 avril 2000 : Mgr Pierre Koffi Seshie
- depuis le 4 juillet 2001 : Mgr Benoît Comlan Messan Alowonou (de)

## Sources
- (en) Fiche du diocèse sur le site catholic-hierarchy.org